# Sesioctonus chrestos
Sesioctonus chrestos är en stekelart som beskrevs av Briceno 2003. Sesioctonus chrestos ingår i släktet Sesioctonus och familjen bracksteklar. Inga underarter finns listade i Catalogue of Life.